# لی شیائولو (شناگر)
لی شیائولو (انگلیسی: Li Xiaolu؛ زادهٔ ۷ نوامبر ۱۹۹۲) شناگر شنای موزون اهل چین است.
وی در مسابقات کشوری و بین‌المللی در مجموع برندهٔ ۲ مدال طلا، ۴ مدال نقره شده‌است.